# Adriana (Fußballspielerin)
Adriana Leal da Silva (* 17. November 1996 in União, Piauí), oft einfach nur Adriana oder auch Maga genannt, ist eine brasilianische Fußballnationalspielerin.

## Karriere

### Verein
Adriana begann ihre Karriere in ihrer Heimat bei der SE Tiradentes in Teresina und lief für diese seit 2013 im A-Kader auf. Zu Jahresbeginn 2016 wechselte sie zum Rio Preto EC in den Staat São Paulo, wo sie mit Millene ein erfolgreiches Angriffsduo bildete. Mit jeweils dreizehn Treffern wurde sie 2016 und 2017 zwei Mal in Folge die beste Torschützin von Rio Preto in der Staatsmeisterschaft von São Paulo und damit eine Garantin der beiden Titelgewinne. Im Dezember 2017 wurde ihr Wechsel zum SC Corinthians nach São Paulo bekannt gegeben, wo sie unter anhaltender Formstärke mit Millene und Gabi Zanotti ein Eckpfeiler einer erfolgreichen Offensivtrias wurde.
Im Januar 2023 erhielt sie einen Dreijahresvertrag bei Orlando Pride.

### Nationalmannschaft
Im Oktober 2017 wurde Adriana von Nationaltrainer Vadão anlässlich des Vier-Nationen-Turniers in China in den Kader der A-Nationalmannschaft berufen, wo sie am 19. Oktober durch eine Einwechslung gegen Mexiko debütierte. Ihren ersten Startelfeinsatz hatte sie im dritten und letzten Spiel des Turniers am 24. Oktober gegen den Gastgeber China, gegen den sie auch ihr erstes Länderspieltor erzielte. Bei der Copa América der Frauen 2022 kam sie in allen sechs Spielen ihrer Mannschaft zum Einsatz und war mit insgesamt fünf Turniertoren zusammen mit ihrer Mitspielerin Debinha zweitbeste Torschützin. Ihre Mannschaft gewann das Turnier zum achten Mal und erstmals ohne Gegentor.
Im Juli 2024 reiste Adriana mit der Auswahl als Teil des Olympiakaders nach Paris. In dem Turnier bestritt sie vier von sechs möglichen Spiele, welche sie ins Finale und zum Gewinn der Silbermedaille führten. Sie stand vier Mal in der Startelf und erzielte ein Tor. Dieses gelang der Spielerin im Halbfinale gegen Spanien. In dem Treffen wurde sie in der 56. Minute für Ludmila eingewechselt und traf in der 71. Minute zum 3:0 (Endstand-4:2).
| Länderspieltore A-Auswahl |       |            |              |             |       |          |                              |
| Tor                       | Spiel | Datum      | Ort          | Gegner      | Stand | Endstand | Anlass                       |
| #1                        | 3     | 24.10.2017 | Chongqing    | China       | 2:0   | 2:2      | CFA-Vier-Nationen-Turnier    |
| #2                        | 16    | 18.02.2021 | Orlando      | Argentinien | 3:0   | 4:1      | SheBelieves Cup 2021         |
| #3                        | 19    | 23.10.2021 | Sydney       | Australien  | 1:2   | 1:3      | Freundschaftsspiel           |
| #4                        | 28    | 09.07.2022 | Armenia      | Argentinien | 1:0   | 4:0      | Copa América der Frauen 2022 |
| #5                        | 28    | 09.07.2022 | Armenia      | Argentinien | 3:0   | 4:0      | Copa América der Frauen 2022 |
| #6                        | 29    | 12.07.2022 | Armenia      | Uruguay     | 1:0   | 3:0      | Copa América der Frauen 2022 |
| #7                        | 29    | 12.07.2022 | Armenia      | Uruguay     | 3:0   | 3:0      | Copa América der Frauen 2022 |
| #8                        | 31    | 21.07.2022 | Cali         | Peru        | 6:0   | 6:0      | Copa América der Frauen 2022 |
| #9                        | 34    | 02.09.2022 | Johannesburg | Südafrika   | 2:0   | 3:0      | Freundschaftsspiel           |
| #10                       | 35    | 05.09.2022 | Durban       | Südafrika   | 1:0   | 6:0      | Freundschaftsspiel           |
| #11                       | 36    | 07.10.2022 | Oslo         | Norwegen    | 1:0   | 4:1      | Freundschaftsspiel           |
| #11                       | 37    | 11.10.2022 | Genua        | Italien     | 1:0   | 1:0      | Freundschaftsspiel           |

## Erfolge
Nationalmannschaft:
- Siegerin des Vier-Nationen-Turniers in China: 2017
- Copa América: 2022
- Silbermedaille bei den Olympischen Spielen: 2024

Verein:
- CONMEBOL Copa Libertadores: 2021
- Brasilianische Meisterin: 2018, 2020, 2021, 2022
- Brasilianischer Superpokal: 2022
- Staatsmeisterin von São Paulo: 2016, 2017, 2019, 2020, 2021
- Staatsmeisterin von Piauí: 2015
- Staatspokal von São Paulo: 2022

## Auszeichnungen
- Torschützenkönigin der Staatsmeisterschaft von Piauí: 2015
- Prêmio Craque do Brasileirão
  - Beste Spielerin: 2018
  - Mannschaft des Jahres: 2018, 2021, 2022[6]
- Bola de Prata
  - Beste Spielerin: 2022
  - Mannschaft des Jahres: 2022[7]